# Текстильный музей (Оахака)
Текстильный музей Оахаки (исп. Museo Textil de Oaxaca) — музей текстиля в историческом центре города Оахака-де-Хуарес мексиканского штата Оахака. Музей находится в здании Каса-Антело.

## История
Каса-Антело изначально был частью сада монастыря Санто-Доминго-Сориано (предшественника монастыря Сан-Пабло), основанного в 1529 году. Мигель де Бустаманте был первым владельцем участка земли и построил там одноэтажный глинобитный дом между 1764 и 1771 годами. Анхель де Антело-и-Бермудес приобрёл этот участок и посвятил себя экспорту кошенили. Он также снёс глинобитное здание и приказал построить новое, двухэтажное. В XIX веке в здании располагалась больница Белен.
В 2006 году Фонд Альфредо Арпа Элу Оахака приобрёл и реконструировал участок. Музей текстиля Оахаки был открыт 19 апреля 2008 года.

## Коллекция
Музей коллекция включает около 7 тысяч экспонатов из девяти частных коллекций, посвящённым текстилю Оахаки, Мексики, а также в целом всего мира. Самые старые текстильные изделия относятся к XIX веку. В коллекцию входят такие предметы одежды, как tlàmachtēntli, фрагмент уипиля, изготовленный из перьевых нитей, а также пояса, ремни и шали из разных регионов страны.

## Галерея

Коллекция музея
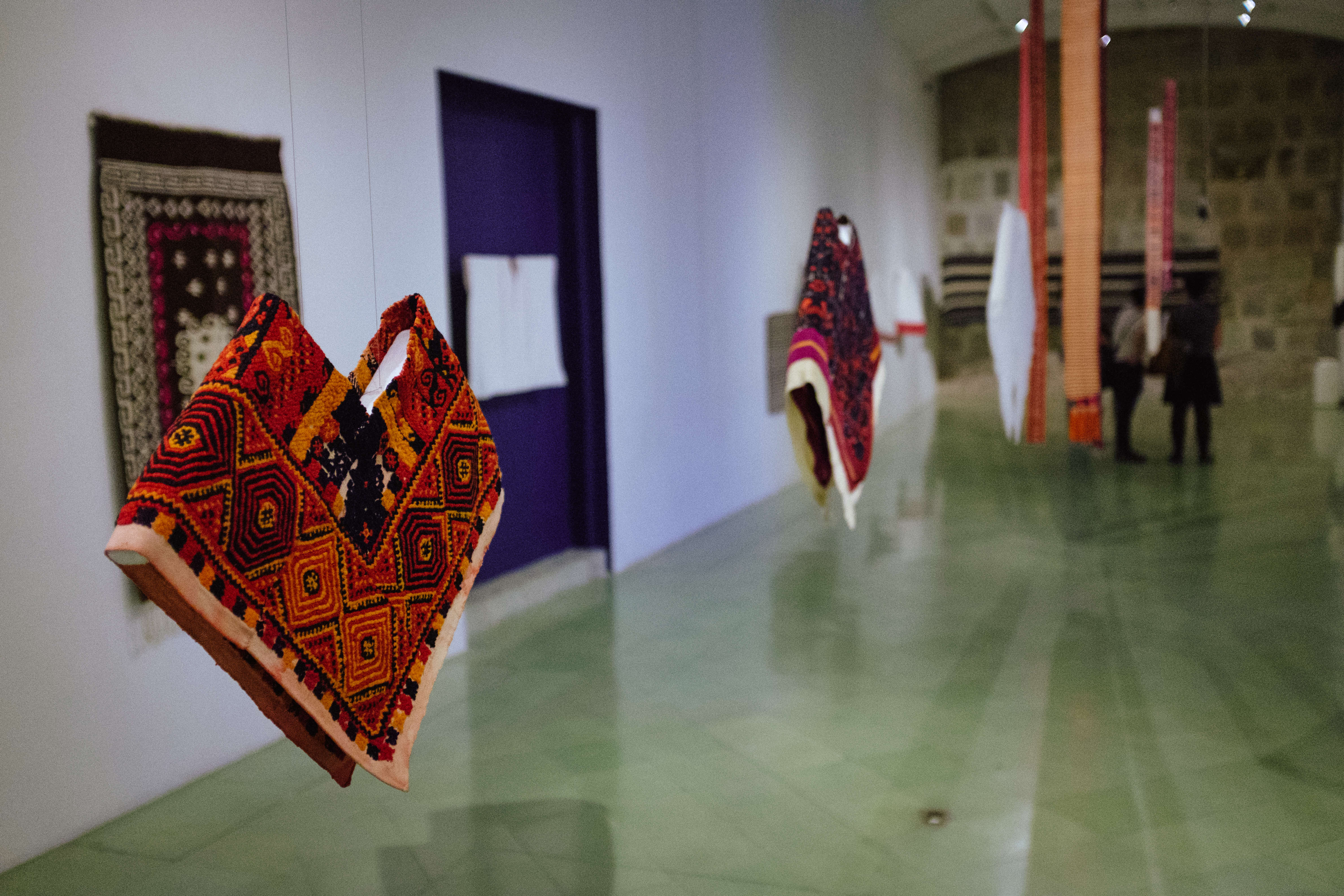
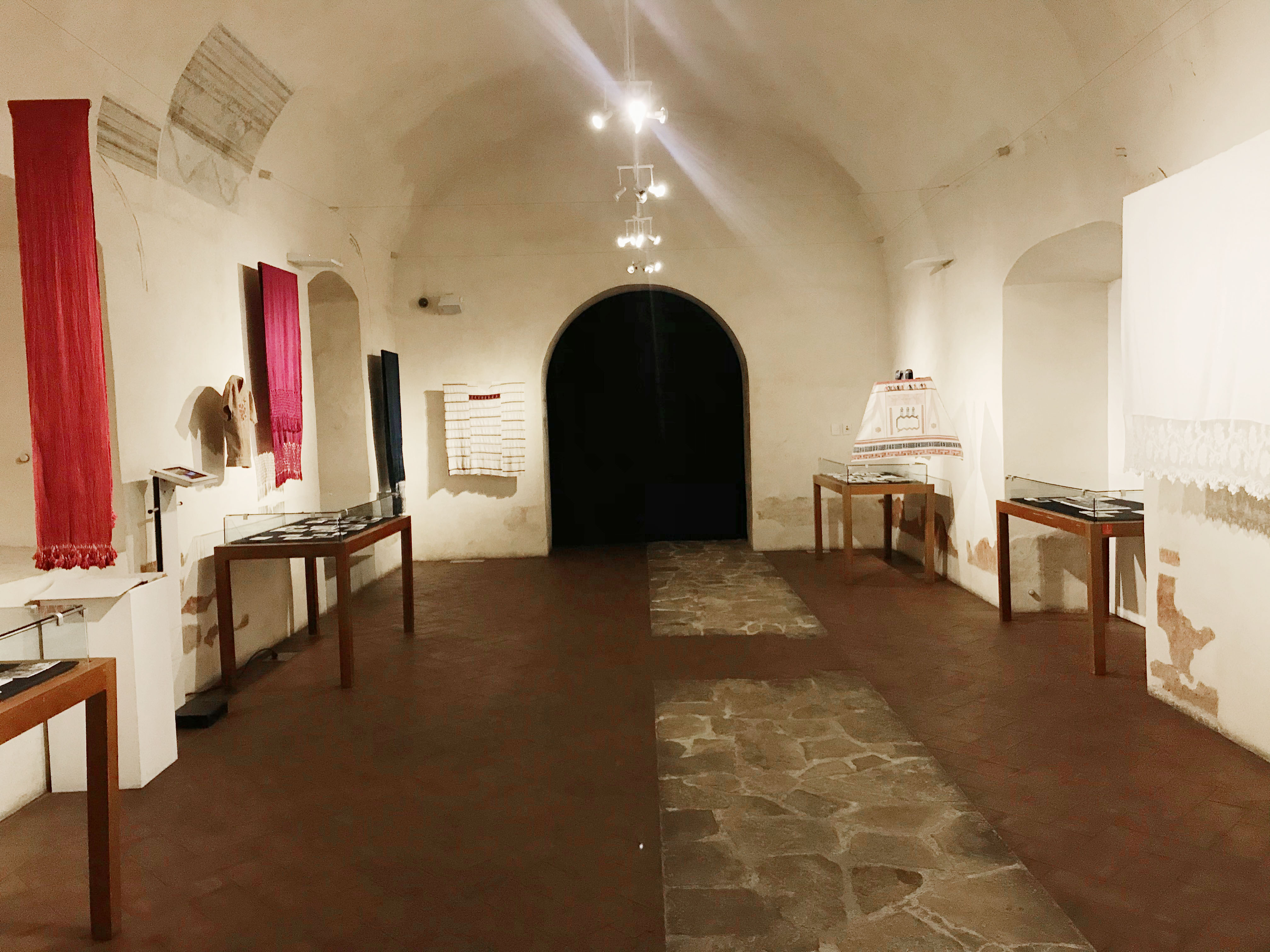
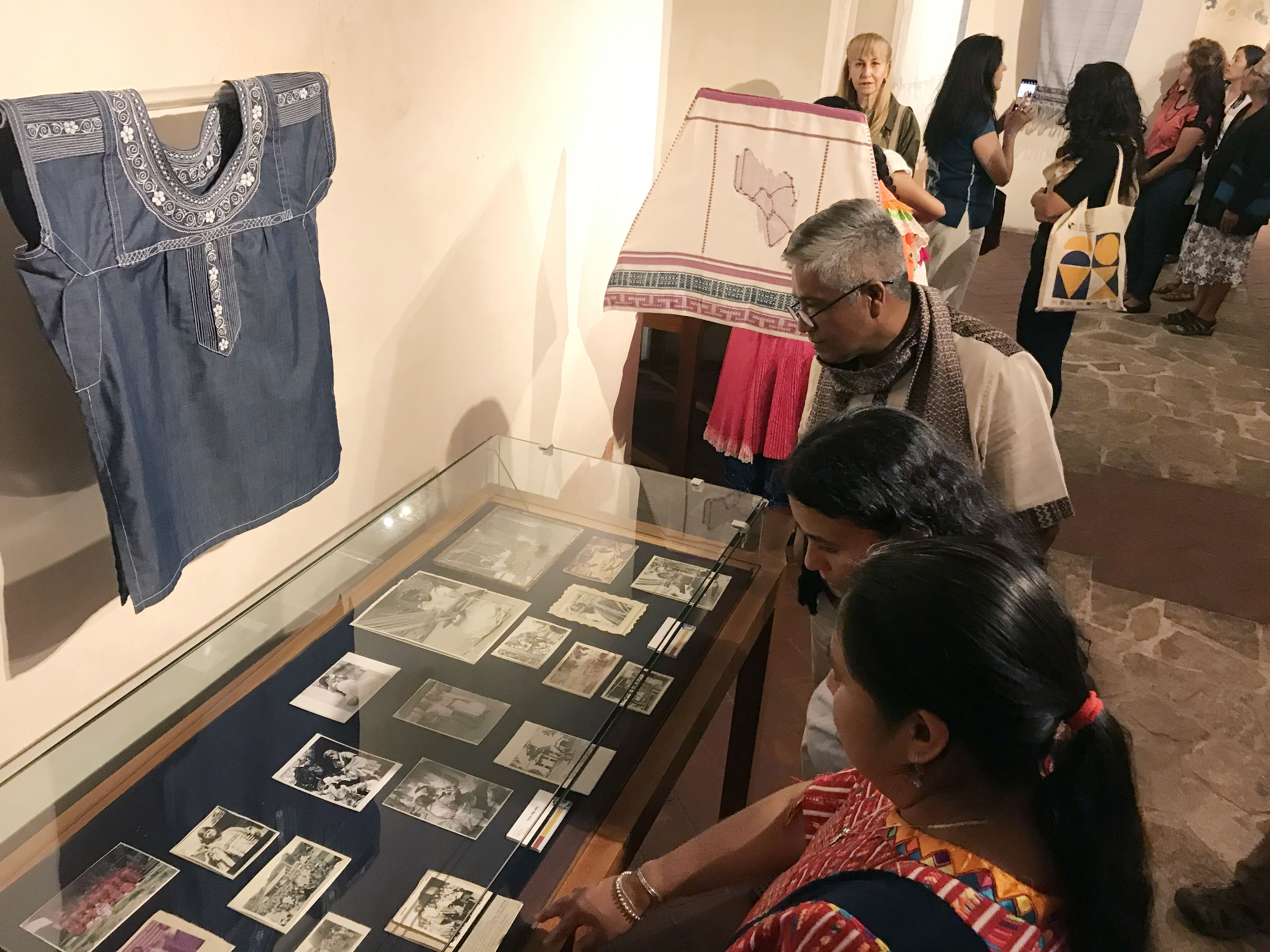
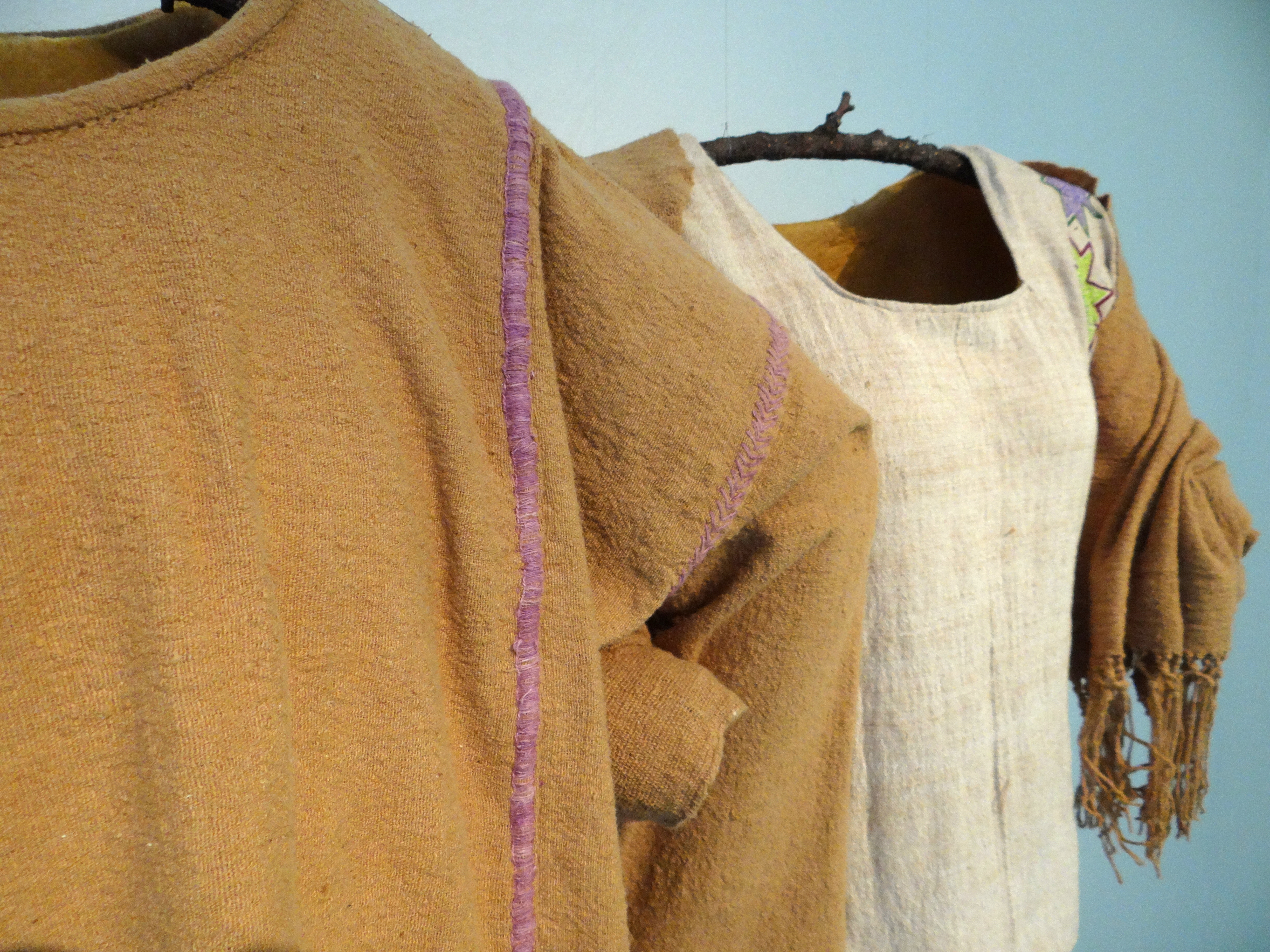
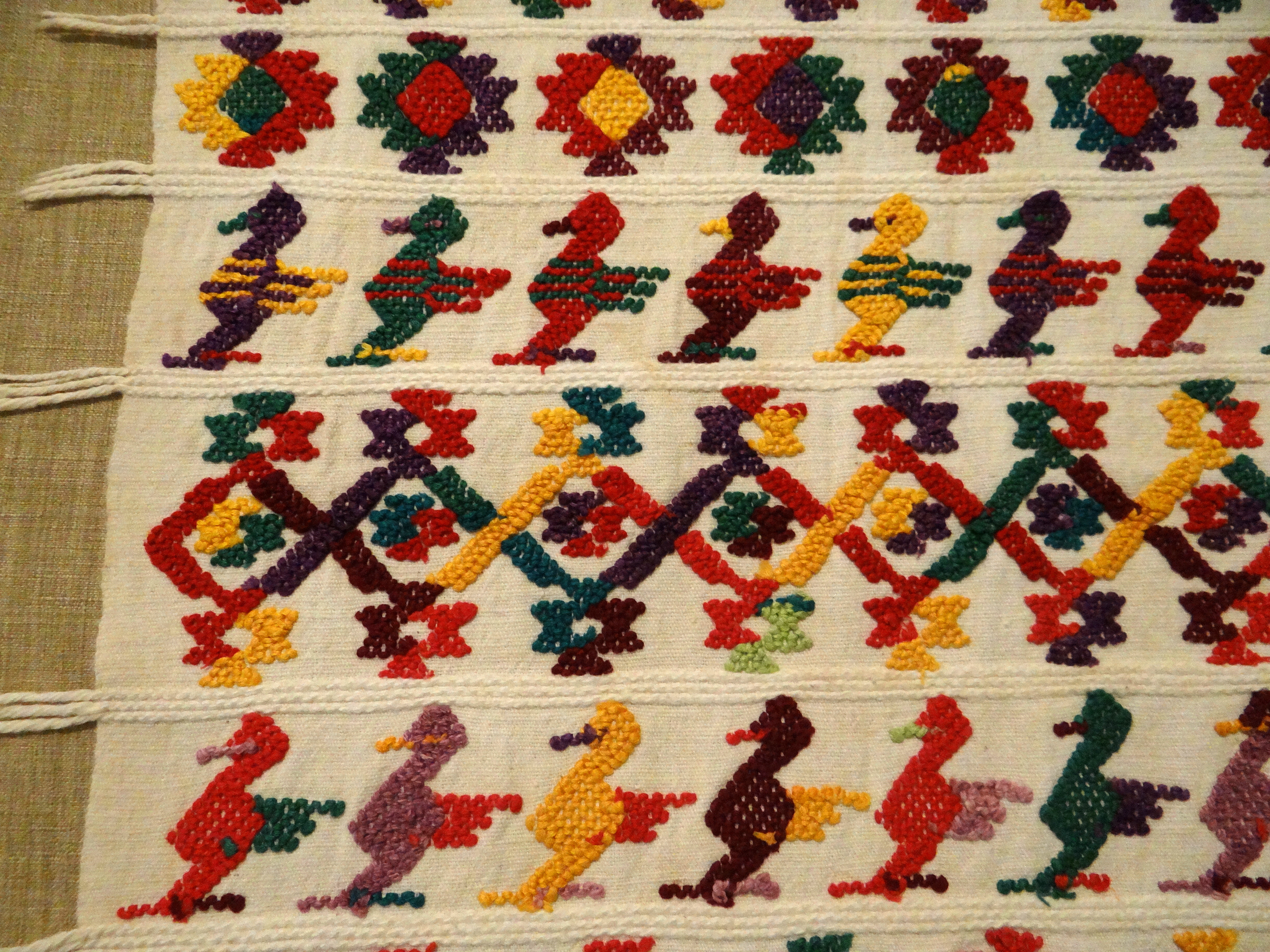
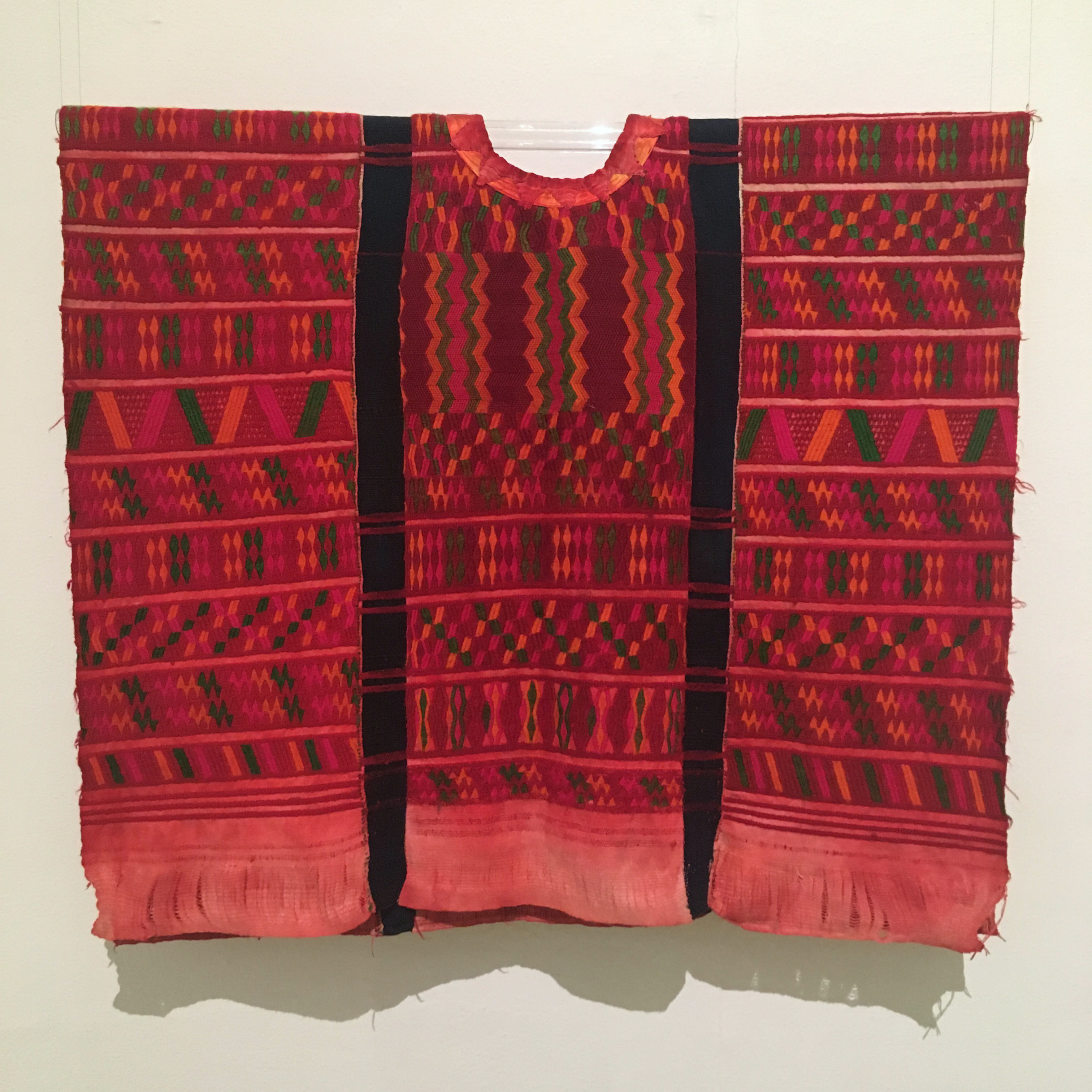